# Selago michelliae
Selago michelliae är en flenörtsväxtart som beskrevs av O.M. Hilliard. Selago michelliae ingår i släktet Selago och familjen flenörtsväxter. Inga underarter finns listade i Catalogue of Life.